# Sant Julian
Sant Julian (en francès Saint-Julien-de-Briola) és un municipi francès situat al departament de l'Aude i a la regió d'Occitània.